# Inkeri Lehtinen
Pour les articles homonymes, voir Lehtinen.
Inkeri Lehtinen, née le 7 mars 1908 à Helsinki (grand-duché de Finlande, Empire russe) et morte le 1er mars 1997 dans la même ville, est une femme politique finlandaise membre du Parti communiste. Elle est ministre de l'Éducation du gouvernement Terijoki pendant la République démocratique finlandaise, entre 1939 et 1940.

## Biographie
Inkeri Lehtinen naît à Helsinki en 1908. Ses parents sont Sandra Lehtinen et J. K. Lehtinen (en), qui furent tous les deux députés et partisans du marxisme-léninisme. Entre 1925 et 1945, elle occupe différents postes en Union soviétique et en Finlande. Elle est membre du Parti communiste finlandais et compte parmi ses dirigeants entre 1939 et 1969.
À la fin des années 1930, elle fait partie des collaborateurs du magazine Soihtu, publié par un groupe de jeunes personnalités exclues du parti en 1937. Ce groupe était dirigé par Mauri Ryömä (en). Dans ses écrits, Inkeri Lehtinen critique Mauri Ryömä pour sa proximité avec le gouvernement finlandais. De décembre 1939 à mars 1940, durant la guerre d'Hiver, elle est ministre de l'Éducation du gouvernement communiste mené par Otto Wille Kuusinen,.
Inkeri Lehtinen quitte la Finlande après la guerre et s'installe en Union soviétique. Elle retourne en Finlande en octobre 1946. Elle est élue membre du bureau politique du comité central du Parti communiste en avril 1963.
Elle meurt à Helsinki en 1997 des suites d'une longue maladie.